# Diane Gashumba
Diane Gashumba MD, MMed (Nhi khoa), một bác sĩ nhi khoa, quản trị viên y tế và chính trị gia người Rwanda. Cô là Bộ trưởng Bộ Y tế trong Nội các Rwanda. Cô được bổ nhiệm vào vị trí đó vào ngày 4 tháng 10 năm 2016.
Trước đó, từ ngày 26 tháng 3 năm 2016 đến ngày 4 tháng 10 năm 2016, bà giữ chức Bộ trưởng Nội các về Giới và Gia đình trong Nội các Rwanda.

## Hoàn cảnh và giáo dục
Cô có bằng Bác sĩ Y khoa (MD) và Thạc sĩ Y khoa (MMed), chuyên ngành Nhi khoa.

## Sự nghiệp
Theo trang web của Bộ Y tế Rwandan, D. Gashumba đã hành nghề y trong 17 năm kể từ năm 2016. Trong thời gian ba năm, cô là giám đốc y tế của Bệnh viện Kibagabaga và Bệnh viện Muhima. Từ năm 2010 đến 2016, cô đã làm việc với một dự án chăm sóc sức khỏe bà mẹ và trẻ em do USAID tài trợ với tư cách là "Trưởng nhóm cao cấp" về chất lượng và là "Phó chủ tịch của Đảng" Dự án trị giá 57,3 triệu đô la bao gồm 23 trên 30 quận của Rwanda.